# Ерёмин, Владимир Харитонович
Владимир Харитонович Ерёмин — советский хозяйственный, государственный и политический деятель, Герой Социалистического Труда.

## Биография
Родился в 1929 году в деревне Скачково. Член КПСС.
Узник нацистского концентрационного лагеря. С 1946 года — на хозяйственной, общественной и политической работе. В 1946—1989 гг. — путевой рабочий машинной станции № 58 в Москве., военнослужащий Советской Армии, путевой рабочий, дорожный мастер, старший дорожный мастер Московско-Ярославской дистанции пути Московской железной дороги.
Указом Президиума Верховного Совета СССР от 4 августа 1966 года за выдающиеся успехи, достигнутые в выполнении заданий семилетнего плана перевозок, развития и технической реконструкции железнодорожного транспорта присвоено звание Героя Социалистического Труда с вручением ордена Ленина и золотой медали «Серп и Молот».
Делегат XXIV съезда КПСС.
Умер в Москве в 2007 году.